# Maidstone
För andra betydelser, se Maidstone (olika betydelser).
Maidstone är en stad i grevskapet Kent i sydöstra England. Staden är huvudort för Kent samt distriktet med samma namn. Den ligger vid floden Medway, cirka 51 kilometer sydost om London. Tätorten (built-up area) hade 109 490 invånare vid folkräkningen år 2021.
Det finns romerska lämningar i staden. Maidstone fick stadsrättigheter 1549, men dessa drogs in fem år senare då staden stödde rebeller mot kungen och det dröjde till 1619 innan staden återfick dem.
I stadsvapnet återfinns en häst, ett lejon och en dinosaurie. Det senare, lite udda, inslaget kommer av att dinosauriefossil upptäcktes under 1800-talet.
Den viktiga motorvägen M20 passerar Maidstone. I staden finns fotbollsklubben Maidstone United FC.
Maidstone nämndes i Domedagsboken (Domesday Book) år 1086, och kallades då Meddestane.